# Mary Kok-Willemsen
Mary Kok-Willemsen (Zwolle, 7 januari 1978) is een Nederlands voetbaltrainer en -manager. Zij werd later ondernemer en eigenaar van Holland Football University, een voetbalmanagementbureau dat trainers, spelers en clubs een professionele opleiding biedt.

## Carrière
Kok-Willemsen werd op 18-jarige leeftijd hoofdtrainer bij OZC dat op zaterdag speelt. In 1998 werd ze daarnaast trainer van het vrouwenteam van N.E.C., dat op zondag traint. In 1999 vertrok ze bij OZC en het jaar daarna ook bij N.E.C. In 2000 werd ze jeugdtrainster. RKHVV, uitkomend in de Hoofdklasse voor vrouwenvoetbal. In 2001 zette ze daar een voetbalschool voor meisjes op. In 2002 ging ze bij Be Quick '28 uit haar geboorteplaats Zwolle aan de slag. In totaal was ze vijf jaar bij die club in dienst. 
In seizoen 2007/08 begon ze als hoofdtrainer bij FC Twente, daarvoor was Kok-Willemsen al aangesteld als manager vrouwenvoetbal bij de club. In haar eerste jaar bij de club eindigde ze in de competitie op een teleurstellende vijfde plaats met haar club. Op 24 mei 2008 won ze wel de KNVB beker met FC Twente. In haar vierde seizoen bij de Tukkers leidde ze de ploeg naar de landstitel. Daarna kreeg ze een andere functie binnen de organisatie, namelijk die van hoofd vrouwenvoetbal. Als Hoofd Vrouwenvoetbal kreeg ze de taak het vrouwenvoetbal binnen FC Twente verder te helpen professionaliseren op technisch en commercieel gebied. Samen met Hoofdtrainer Arjan Veurink realiseerde ze vier landstitels en twee BeNe league titel. In 2015 vertrok zij bij FC Twente.
In 2015 nam Kok-Willemse de FC Twente University over, die bedreigd werd in het bestaan door bezuinigingen bij FC Twente en die eerder onder leiding van Kok-Willemse stond. Zij vormde dit om tot Holland Football University.
In 2016 startte zij de FootballEquals Foundation die zich richt op het helpen realiseren van gendergelijkheid via voetbal.

## Persoonlijk
In 2007 kreeg Kok-Willemsen een zoon.

## Trivia
- Kok-Willemsen liep stage bij Ajax onder leiding van Co Adriaanse en Jan Olde Riekerink.